# Outtersteene
Outtersteene is een gehucht in de Franse gemeente Belle in het Noorderdepartement. Het ligt een viertal kilometer ten zuidwesten van het stadscentrum van Belle en nauwelijks een kilometer ten oosten van het dorpscentrum van buurgemeente Merris.
De eerste sporen van de kapel van Outtersteene gaan terug tot de 15de eeuw. Bij de Franse Revolutie werd ze gered door een aantal parochianen. Tijdens de Eerste Wereldoorlog, in april 1918, werd het dorpje vernield.

## Bezienswaardigheden
- De Sint-Jan-de-Doperkerk (Église Saint-Jean-Baptiste)
- Outtersteene Communal Cemetery Extension, een Britse militaire begraafplaats uit de Eerste Wereldoorlog. De begraafplaats telt ongeveer 1.400 graven.

## Nabijgelegen kernen
Steent'je, Merris, Belle, Vieux-Berquin
Belle · De Krebbe · Outtersteene · De Seule (deels) · Le Steent'je